# Christian Sivebæk
Christian Sivebæk (Vejle, 19 febbraio 1988) è un ex calciatore danese, di ruolo centrocampista.

## Biografia
È il figlio di John Sivebæk, ex calciatore.

## Carriera

### Club
Sivebæk cominciò la carriera professionistica con la maglia del Midtjylland. Esordì nella Superligaen il 6 agosto 2006, sostituendo Claus Madsen nel successo per 2-5 sul campo del Vejle. Passò poi in prestito allo Skive.
Una volta rientrato al Midtjylland, ebbe maggiore spazio in squadra. Il 23 marzo 2008 segnò la prima rete nella massima divisione danese, nella sconfitta per 3-2 in casa dello Aalborg.
L'11 gennaio 2012 fu annunciata la sua firma per i Seattle Sounders FC della Major League Soccer.

### Nazionale
Ha giocato nelle nazionali giovanili danesi Under-18, Under-19, Under-20 ed Under-21.